# Sweet 7
Sweet 7 – siódmy album studyjny nagrany przez brytyjski girlsband Sugababes. Początkowo wydawnictwo ukazać się miało dnia 19 listopada 2009, jednak premierę albumu niespodziewanie przełożono na dzień 12 marca 2010. Krążek jest także pierwszym albumem sygnowanym przez Roc Nation, wytwórnią amerykańskiego rapera Jaya-Z. Sweet 7 wyprodukowany został między innymi przez RedOne Productions, The Smeezingtons oraz Ne-Yo, zaś na albumie gościnnie udziela się Sean Kingston.
Głównym singlem promującym wydawnictwo stał się utwór „Get Sexy” wydany w sierpniu 2009, który znalazł się na pozycji #2 notowania UK Singles Chart stając się najwyżej notowaną piosenką zespołu od momentu ukazania się singla „About You Now”. Kompozycja jest również ostatnią, nagraną z Keishą Buchanan. Drugim singlem promującym krążek został utwór „About a Girl” wyprodukowany przez RedOne Productions, wydany w listopadzie 2009 oraz pierwszy nagrany przez grupę z udziałem Jade Ewen. Trzeci singel, kompozycja „Wear My Kiss” wydana została dnia 18 lutego 2010, debiutując na pozycji #7 zestawienia najpopularniejszych utworów w Wielkiej Brytanii.

## Informacje o albumie
Zanim prace nad albumem zostały rozpoczęte, grupa dołączyła do wytwórni Roc Nation założonej przez amerykańskiego rapera Jaya-Z. Sesje nagraniowe odbywały się głównie w Los Angeles, Nowym Jorku oraz Londynie. Przy pracach nad utworami grupę wspomagali RedOne, Ryan Tedder, Stargate, Fernando Garibay i duet producencki The Smeezingtons złożony z Phillipa Lawrence'a oraz Bruno Mars. Jedną z piosenek, "No More You" wyprodukowaną przez Ne-Ya Keisha Buchanan porównała do kompozycji "Hate That I Love You" Rihanny. Girlsband współpracował również z jamajskim wokalistą Seanem Kingstonem. W jednym z wywiadów Buchanan wyznała, że przy produkcji wydawnictwa obecna była Rihanna, która "tak jakby była czwartą członkinią Sugababes oceniała każdy z utworów chwaląc te lepsze i ganiąc, te które nie przypadły jej do gustu". W rozmowie z reporterem BBC Radio 1 Keisha przyznała także, iż "nowa muzyka zespołu zawiera brytyjskie zacięcie", zaś "girlsband nie odszedł do amerykańskich fanów grupy". W tym samym wywiadzie wokalistka stwierdziła również, że "muzyka dodała Sugababes nieco świeżości. Chciałyśmy wrócić z czymś nowym". Artystka poruszyła również kwestię poprzedniego albumu mówiąc, iż członkinie są zadowolone z efektów pracy oraz każda jest dumna z krążka Catfights and Spotlights.
Po wydaniu pierwszego singla promującego wydawnictwo "Get Sexy" i dwa miesiące przed premierą albumu media obiegła informacja dotycząca odejścia z zespołu Amelle Berrabah. Buchanan zaprzeczyła wszelkim spekulacjom na ten temat tłumacząc brak Berrabah na koncertach "chwilową nieobecnością". Dnia 21 września 2009 za pośrednictwem oficjalnych witryn internetowych girlsbandu oraz wytwórni płytowej ukazało się oświadczenie o opuszczeniu grupy przez Keishę Buchanan. Wokalistka zamierza kontynuować karierę muzyczną jako solistka, podpisując kontrakt wydawniczy z wytwórnią Island Records. Buchanan w zespole zastąpiła Jade Ewen, uczestniczka konkursu piosenki Eurowizji w roku 2008. Po dołączeniu do grupy, Ewen rozpoczęła dogrywanie partii wokalnych, które następnie zastąpiły wokal Buchanan.

## Single
- Utwór "Get Sexy" wyprodukowany przez The Smeezingtons to pierwszy oficjalny singel promujący album opisany jako "świetny, który zmienił brzmienie muzyczne z typowo popowego na urban z elementami hip hopu"[17]. Recenzent The Guardian pochwalił kompozycję, nazywając ją "doszlifowany, bardzo chwytliwy numer R&B"[9]. Wydany dnia 30 sierpnia 2009, "Get Sexy" osiadł na pozycji #2 zestawienia najchętniej kupowanych singli w Wielkiej Brytanii. Piosenka jest ostatnim utworem nagranym z udziałem Keishy Buchanan.
- Drugim singlem promującym wydawnictwo Sweet 7 stała się piosenka "About a Girl" wydana na rynki muzyczne dnia 9 listopada 2009. Wyprodukowany przez RedOne Productions, utwór jako pierwszy nagrany został z udziałem Jade Ewen. Początkowo teledysk stworzony został wraz z Keishą Buchanan, jednak z powodu jej odejścia z zespołu premierę klipu odwołano[18]. Ponownie nagrano videoclip z udziałem nowej wokalistki grupy.
- Kompozycja "Wear My Kiss" wydana została jako trzeci singel promujący album. Wyprodukowany przez Fernanda Garibaya, utwór ukazał się dnia 18 lutego 2010. Piosenka zadebiutowała w Top 10 oficjalnych notowań najpopularniejszych singli w Irlandii oraz rodzimym kraju wokalistek, czyniąc z "Wear My Kiss" trzeci utwór prezentujący krążek Sweet 7, który znalazł się w Top 10 zestawienia UK Singles Chart[7].

## Lista utworów
1. "Get Sexy" (Phillip Lawrence, Ari Levine, Bruno Mars, Richard Fairbrass, Fred Fairbrass, Rob Manzoli) — 3:14
2. "Wear My Kiss" (Fernando Garibay, Mars, Lawrence, Carlos Centel Battey, Steven Andre Battey) — 3:44
3. "About a Girl" (Makeba Riddick, Nadir Khayat) — 3:28
4. "Wait for You" (Garibay) — 3:54
5. "Thank You for the Heartbreak" (Ryan Tedder, Mikkel Eriksen, Tor Erik Hermansen) — 3:42
6. "Miss Everything" featuring Sean Kingston (Khyat, Riddick, Kisean Anderson) — 3:39
7. "She's a Mess" (Mars, Lawrence, Amelle Berrabah, Keisha Buchanan, Heidi Range) — 3:27
8. "Give It to Me Now" (Reggie Perry) — 3:01
9. "Crash & Burn" (Jonas Jeberg, Marcus John Bryant, Nakisha Smith) — 3:35
10. "No More You" (Shaffer Smith, Eriksen, Hermansen) — 4:17
11. "Sweet & Amazing (Make It the Best)" (Rob Allen, Martin Kleveland, Bernt Rune Stray, Eriksen, Hermansen) — 3:53
12. "Little Miss Perfect" (Claude Kelly) — 3:58

## Listy sprzedaży
| Lista sprzedaży (2010)       | Najwyższa pozycja |
| ---------------------------- | ----------------- |
| Irlandia IRMA Albums Chart   | 35                |
| Szwajcaria IFPI Albums Chart | 92                |
| UK BPI Albums Chart          | 14                |

## Daty wydania
| Państwo         | Data          | Wytwórnia       |
| --------------- | ------------- | --------------- |
| Polska          | 5 marca 2010  | Universal Music |
| Niemcy          | 12 marca 2010 | Universal Music |
| Irlandia        | 12 marca 2010 | Island Records  |
| Wielka Brytania | 15 marca 2010 | Island Records  |
| Kanada          | 16 marca 2010 | Roc Nation      |